# Péter Erdő
Péter Erdő, madžarski rimskokatoliški duhovnik, škof in kardinal, * 25. junij 1952, Budimpešta.

## Življenjepis

### Mladost in šolanje
Péter Erdő se je rodil v Budimpešti 25. junija 1952 kot prvorojenec v družini katoliških izobražencev s šestimi otroki. Stari starši po materi so bili Sekeljci (. Tako sta prišla v njegov kardinalski grb sekeljska simbola, sonce in mesec. 

Po očetovski strani je judovskega porekla in je baje v otroštvu doma govoril tudi hebrejsko; njegov stari oče naj bi bil celo ugleden rabin. Zaradi svojega porekla je moral od nestrpnežev požreti marsikako pikro. Nič čudnega torej, da je kot odrasel – ko je postal vplivna osebnost – večkrat ostro obsodil tudi antisemitizem. 
1970 je opravil maturo na budimpeški piaristovski gimnaziji.  
Istega leta je bil sprejet v ostrogonsko semenišče in na Visoki ostrogonski veroznanstveni šoli. Leto za tem so ga poslali v Budimpešto v Osrednje bogoslovje, kjer je na Katoliški univerzi Petra Pázmánya (PPKE) nadaljeval bogoslovne študije. Tu je dosegel 1975 licenciat, 1976 pa doktorat iz teologije (PhD). 

### Duhovnik
18. junija 1975 je prejel duhovniško posvečenje v Budimpešti. Med 1975-1977 je deloval v župniji Dorog. Doktorat iz teologije je dosegel 1976. Med 1977-1980 je študiral na Lateranski univerzi na Inštintutu cerkvenega in civilnega prava v Rimu in dosegel doktorat iz kanonskega prava 1980.

Med 1980-1986 je bil professor teologije v Ostrogonu. Od 1986 do 1988 je bil docent (lecturer) in od 1988 do 2002 izredni predavatelj na Gregoriani. 

Od 1988 do 2002 je bil predavatelj kanonskega prava in od 1988 do 2003 rektor Katoliške univerze Péter Pázmány. Od 1996 do 2003 je bil dekan na inštitutu kanonskega prava. Med njegovim predsedstvom je ta univerza dosegla papeški položaj in odprla novo fakulteto za informatiko. 

### Škof in kardinal
5. novembra 1999 je bil imenovan za pomožnega škofa Székesfehérvára in za naslovnega škofa Puppija; 6. januarja 2000 je prejel škofovsko posvečenje.
7. decembra 2002 je bil imenovan za nadškofa Esztergom-Budimpešte; škofovsko ustoličenje je potekalo 11. januarja 2003. S tem je postal tudi madžarski primas.
21. oktobra istega leta je bil povzdignjen v kardinala in imenovan za kardinal-duhovnika S. Balbina; ustoličen je bil 9. marca 2004.
Ko je nepričakovano napovedal svoj skorajšnji odstop Benedikt XVI., je kardinal Peter sodeloval v marcu 2013 na konklavah, na katerih je bil tudi on »papabilis«, tj. resen kandidat za papeža. 

Bil je glavni posvečevalec škofa madžarske narodnosti Ladislava Nemeta v Zrenjanin 5. julija 2008.

### Beatifikacije
Kardinal Peter Erdő je kot papežev pooblaščenec vodil slavja ob raznih beatifikacijah. 

- Vodil je sveto mašo v Ostrogonu  31. oktobra 2009, ko je opravil beatifikacijo ostrogonskega pomožnega škofa Zoltana Meslenjskega papeški poslanec, salezijanski kardinal Angelo Amato.
- Enako vlogo je imel v Velikem Varadinu 30. oktobra 2010, ko je bila beatifikacija tajno posvečenega varadinsko-satmarskega škofa in mučenca Szilárda Bogdánffyja.
- Tudi pri beatifikaciji Štefana Šandorja pred Baziliko svetega Štefana v Budimpešti dne 19. oktobra 2013 je kardinal Peter vodil maševanje, medtem ko je beatifikacijo opravil krdinal Angelo. Podobno je bilo tudi pri nekaj drugih slovestnostih, da je kardinal Peter le vodil somaševanje.

#### Sára Salkaházi
Izreden in izjemen dogodek pa je bila glede na to beatifikacija Sáre Salkaházijeve, ki jo je kot papeški legat opravil on sam 17. septembra 2006 prav tako pred Baziliko svetega Štefana, ko je poudaril v pridigi:
 »Upravičeno pravi odločitev Svetega sedeža glede Sare Salkaházijeve, da so jo umorili kot zvesto Kristusovo učenko. Ni bila osamljen bojevnik te ljubezni. Skupaj z drugimi cerkvenimi osebnostmi se je zavezala tveganju preganjanja vse do smrti. To so bili npr. Vilmos Apor, Jožef Mindszenty, zlasti pa njena predstojnica in redovna sestra Marjeta Slachta. 
V zvezi s tem dogodkom prirejajo v Budimpešti po poti Sarinega mučeništva vsakoletni »Pohod miru«, ki se ga udeležuje večtisočglava množica. Ob tem spominu na madžarske žrtve pogroma nad Judi (holokavsta) je kardinal v svoji kratki spodbudi - ki odražava njegov jedrnat slog - ostro obsodil rasno nestrpnost: 
Čutim se v vesti dolžnega, da povem tukaj tri misli: 
1. Krščanstvo se ne sklada z antisemitizmom! Ne gre skupaj s sovraštvom in s spodbujanjem kakršnegakoli sovraštva do katerekoli verske ali narodne skupnosti. Naš učitelj, Nazareški Jezus je učil kot glavno zapoved, kar beremo že na straneh starozaveznega svetega pisma: „Ljubi svojega bližnjega kakor samega sebe!” To nas kristjane zavezuje k ljubezni do slehernega človeka. Ta današnji pohod je krenil z obale Sare Salkaházijeve,  s tistega mesta, od koder so katoliško redovnico, blaženo Saro skupaj z judovskimi ženami in njihovimi otroci, ki so jih skrivale v svoji  redovni hiši, postrelili v Donavi. Njen zgled obvezuje tudi nas.
2. Protisemitizem se ne ujema s človečnostjo. Po svetem pismu je vsak človek Božja stvar in tako smo si med seboj bratje.
3. Obstaja upanje, če bomo vsi složni in če bomo hoteli. Sovražno, antisemitsko, rasistično govorjenje in delovanje vedno zastruplja. Ne glede na to, kdo to dela ali govori, in ne glede na to, zakaj, čemu in s kakim namen – nikoli ni sprejemljivo. Če se s tem strinjamo, če to priznavamo – in sicer ne le v teoriji, ampak tudi v praksi – potem obstaja možnost: našli bomo tiste skupne nravne temelje, na katerih bomo lahko gradili naše življenje, našo državo in našo prihodnost. 

## Dela
Kardinal Peter je plodovit znanstveni delavec in pisatelj; doslej je izšlo čez 250 njegovih razprav in 20 knjig, od katerih navajamo nekaj najpomembejših:
(madžarsko)
- Péter Erdő (1983). Az ókeresztény kor egyházfegyelme. Szent István Társulat, Budapest. ISBN 9633601851.
- Péter Erdő (1985). Az egyházi törvénykönyv : a codex iuris canonici hivatalos latin szövege magyar fordítással és magyarázattal. Szent István Társulat, Budapest. ISBN 9789633602812.
- Egyházjog (Szent István Társulat, Budapest 1992, ISBN 9633614635)
- Egyház és vallás a mai magyar jogban (s Schanda Balázsom, Szent István Társulat, Budapest 1993, ISBN 9633606845)
- Hivatalok és közfunkciók az Egyházban, Szent István Társulat, Budapest 2003, ISBN 963-361-423-6
- Az egyházjog teológiája - Intézménytörténeti megközelítésben (Szent István Társulat, Budapest 1995, ISBN 963360821X italijanska izdaja: Torino 1996, nemška izdaja: Münster, 1999, španska izdaja: Budapest 2002)
- Az egyházjog forrásai. Történeti bevezetés (Szent István Társulat, Budapest 1998, ISBN 9633610079, 9789633610077, nemška izdaja: 2002)
- Egyházjog a középkori Magyarországon (Osiris, Budapest 2001, ISBN 9633798779, 9789633798775)
- Az élő egyház joga (összegyűjtött tanulmányok, Szent István Társulat, Budapest 2006, ISBN 9633618169)
- Hit, erkölcs, tudomány (Erdő Péter-Schweitzer József-Vizi E. Szilveszter, Éghajlat Könyvkiadó, Budapest 2006, ISBN 963-87298-3-X)
- Latin – magyar egyházjogi kisszótár, Márton Áron Kiadó, 1993, ISBN 9637947345 [13]
- A bűn és a bűncselekmény (Szent István Társulat, Budapest 2012, ISBN 9789633615614)

(italijansko)
- L'ufficio del primate nella canonistica da Graziano ad Uguccione da Pisa (Rim 1986)
- Storia delle fonti del diritto canonico (Benetke, 2008)

(latinsko)
- Introductio in historiam scientiae canonicae (Rim 1990, špansko: Buenos Aires 1993, razširjena italijanska izdaja: Rim 1999)

(nemško)
- Bonn-Budapest. Kanonistische Erträge einer Zusammenarbeit (szerkesztő, Würzburg 1997)
- Geschichte der Wissenschaft vom kanonischen Recht. Eine Einführung (Berlin 2006)

(francosko)
- Mission et culture (Új Ember Kiadó, Budapest 2007, ISBN 9789639674486)

## Nagrade in priznanja
- Na več univerzah časti doktor: Institut catholique de Paris (1996), Kolozsvárski Babeș–Bolyai Tudományegyetem (2001), Lublinska katoliška univerza (2004),  münchenska univerza Ludwig-Maximilians-Universität (2007)
- Dorog (2003), Esztergomski častni meščan (23. oktober 2006). Častni meščan Makranca (2007)
- Magyar Pálos Rend (sobrat madžarskega pavlinskega reda 2004)
- Stephanus-díj (1997)
- A Magyar Köztársasági Érdemrend tisztikeresztje (1998)
- Član  Akademije svetega Štefana (1998)
- Nagrada Galileo Galilei, Pisa (1999)
- Fraknói Vilmos-díj (2004)
- Bonifác-érem (2008)
- Sobrat reda piaristov (2009)
- Srebrno odlikovanje Corvina (2013).[14] To je eno najvišjih odlikovanj na Budapesti Corvinus Egyetem (BCE – Budimpeštanski univerzi Corvinus)